# Pauk
Il Pauk è un fiume della Ciscaucasia che sfocia nel mar Nero.

## Il percorso
Il fiume Puak ha la sua sorgente sul versante occidentale del monte Messazhai, a circa 300 slm. La foce si trova nel della città di Tuapse, nel territorio di Krasnodar. Il nome della città, infatti, è traducibile dall'adighé come "due fiumi", poiché nel sud del centro urbano sfocia il fiume Tuapse.